# Konzervatívni demokrati Slovenska
Konzervatívni demokrati Slovenska (KDS) (česky: Konzervativní demokraté Slovenska) byla křesťansko-konzervativní strana působící na Slovensku, která byla založena na počátku roku 2008. Předsedou strany byl bývalý slovenský ministr vnitra Vladimír Palko. Strana zanikla v prosinci 2014.

## Historie
Stranu založili bývalí členové Křesťanskodemokratického hnutí (KDH) Vladimír Palko, František Mikloško, Pavol Minárik a Rudolf Bauer poté, co 21. února 2008 z KDH vystoupili. Strana byla na ministerstvu vnitra zaregistrována 22. července 2008. V prezidentských volbách v roce 2009 byl kandidátem KDS František Mikloško, jehož heslem bylo „Můžu se Vám podívat do očí“.
Strana zanikla v prosinci 2014.

## Vedení strany
- Vladimír Palko – předseda

Strana neuvažovala o vytvoření funkcí místopředsedů.

## Volební výsledky

### Evropské volby
| Rok voleb | Počet hlasů | Hlasy v % | Mandáty |
| --------- | ----------- | --------- | ------- |
| 2009      | 17 409      | 2,10 %    | 0       |

### Prezidentské volby
| Rok voleb | Kandidát           | Počet hlasů | Hlasy v % | Poznámky               |
| --------- | ------------------ | ----------- | --------- | ---------------------- |
| 2009      | František Mikloško | 101 573     | 5,42 %    | nepostoupil do 2. kola |